# Parvamussium biformatum
Parvamussium biformatum is een tweekleppigensoort uit de familie van de Propeamussiidae. De wetenschappelijke naam van de soort is voor het eerst geldig gepubliceerd in 2008 door Dijkstra & Maestrati.